# Цзюйсянь
Цзюйсянь (кит. упр. 莒县, пиньинь Jǔ xiàn) — уезд городского округа Жичжао провинции Шаньдун (КНР). Уезд назван в честь находившегося в этих местах древнего царства.

## История
В древности эти места входили в состав царства Цзюй (莒国), которое в 431 году до н. э. было завоёвано царством Чу. Потом они стали ареной борьбы между царствами Чу и Ци, пока оба они не были завоёваны царством Цинь, объединившим весь Китай. В империи Цинь эти земли вошли в состав округа Ланъя (琅琊郡).
После основания империи Западная Хань в 201 году до н. э. здесь был образован округ Чэнъян (城阳郡). В 178 году до н. э. он был преобразован в удел Чэнъян (城阳国). При империи Восточная Хань удел был преобразован в уезд Цзюйсянь.
С тех пор уезд существовал много веков, то вбирая в себя окрестные земли, то выделяя новые уезды. После того, как эти места вошли в состав чжурчжэньской империи Цзинь, уезд был подчинён области Цзюйчжоу (莒州). При империи Мин уезд был расформирован, а его земли перешли под непосредственное управление областных властей; сама область подчинялась Цинчжоуской управе (青州府).
При империи Цин область Цзюйчжоу была в 1730 году поднята в статусе до «непосредственно управляемой» (то есть стала подчиняться напрямую губернатору провинции, минуя промежуточное звено в виде управы), но в 1734 году была создана Ичжоуская управа (沂州府), и область была подчинена ей, став «безуездной» (подчинявшиеся ранее ей уезды теперь были переподчинены напрямую управе). После Синьхайской революции в Китае была произведена унификация единиц административно-территориального деления уровня ниже провинциального, и в 1913 году область Цзюйчжоу была преобразована в уезд Цзюйсянь.
В 1950 году в составе провинции Шаньдун был образован Специальный район Ишуй (沂水专区), и уезд вошёл в его состав. В 1953 году он был расформирован, и уезд перешёл в состав Специального района Линьи (临沂专区). В 1967 году Специальный район Линьи был переименован в Округ Линьи (临沂地区).
В 1992 году уезд Цзюйсянь был передан в состав городского округа Жичжао

## Административное деление
Уезд делится на 1 уличный комитет, 18 посёлков и 1 волость.